# Festival d'Aix-les-Bains de Scrabble 2021
Navigation
Festival d'Aix-les-Bains 2019 Festival d'Aix-les-Bains 2022
Le  Festival d'Aix-les-Bains de scrabble 2021 est la 37e édition du festival de scrabble organisé chaque année à Aix-les-Bains. Ce festival est jumelé avec la 49e édition des Championnats du monde francophones car en raison de la pandémie de Covid-19, les championnats du monde qui devaient avoir lieu en juillet à Vichy ont été reportés. Certaines épreuves habituelles du festival ont été gardées, d’autres ont été supprimées afin d'inclure les épreuves des mondiaux. Le festival débute le vendredi 22 octobre pour se terminer le lundi 1er novembre 2021. Les salles de jeu se trouvent au casino Grand-Cercle et au centre des congrès.

## Programme
Pendant 11 jours, les tournois de scrabble classique et duplicate se sont succédé. Cinq titres de champions du monde ont été attribués : élite (individuel), blitz, paires, classique et inter-nations. Les autres épreuves incontournables des championnats du monde ont également été organisés : le défi mondial, le défi des jeunes, l'open de scrabble classique et les opens réservés aux joueurs non qualifié pour le championnat du monde individuel. Enfin d’autres épreuves habituelles du festival ont également eu lieu : la coupe Paul Vieilly, le championnat de France en parties originales, la coupe promotion jeunes et les masters jeunes.
| ► Tournoi ▼Date          | Open classique | Championnat du Monde Inter-nations classique | Championnat du Monde classique | Coupe Paul Vieilly | Championnat de France en parties originales | Championnat de Monde en paires, | Championnat du Monde en blitz | Open La Dent du Chat | Open Tignes    | Championnat du Monde individuel | Coupe promotion jeunes classique | Masters jeunes classique | Défi des jeunes | Défi mondial | Open Beaufort  | Open Bourget   |
| ------------------------ | -------------- | -------------------------------------------- | ------------------------------ | ------------------ | ------------------------------------------- | ------------------------------- | ----------------------------- | -------------------- | -------------- | ------------------------------- | -------------------------------- | ------------------------ | --------------- | ------------ | -------------- | -------------- |
| Vendredi 22 octobre 2021 | Rondes 1 à 8   | Rondes 1 à 7                                 |                                |                    |                                             |                                 |                               |                      |                |                                 |                                  |                          |                 |              |                |                |
| Samedi 23 octobre 2021   |                |                                              | Rondes 1 à 9                   | Parties 1 à 3      |                                             |                                 |                               |                      |                |                                 |                                  |                          |                 |              |                |                |
| Dimanche 24 octobre 2021 |                |                                              | Rondes 10 à 17                 | Parties 4 et 5     |                                             |                                 |                               |                      |                |                                 |                                  |                          |                 |              |                |                |
| Lundi 25 octobre 2021    |                |                                              |                                |                    | Parties 1 à 3                               |                                 |                               |                      |                |                                 |                                  |                          |                 |              |                |                |
| Mardi 26 octobre 2021    |                |                                              | Finale                         |                    |                                             | Parties 1 à 4                   |                               |                      |                |                                 |                                  |                          |                 |              |                |                |
| Mercredi 27 octobre 2021 |                |                                              |                                |                    | Parties 4 et 5                              | Parties 5 et 6 (finale)         | Parties 1 et 2                |                      |                |                                 |                                  |                          |                 |              |                |                |
| Jeudi 28 octobre 2021    |                |                                              |                                |                    |                                             |                                 | Parties 3 et 4                | Partie 1 et 2        |                |                                 |                                  |                          |                 |              |                |                |
| Vendredi 29 octobre 2021 |                |                                              |                                |                    |                                             |                                 |                               | Partie 3             | Partie 1       | Partie 1                        | Rondes 1 et 2                    | Rondes 1 à 3             |                 |              |                |                |
| Samedi 30 octobre 2021   |                |                                              |                                |                    |                                             |                                 |                               | Parties 4 et 5       | Parties 2 et 3 | Parties 2 et 3                  |                                  |                          | Défi 20 h 30    | Défi 22 h 0  |                |                |
| Dimanche 31 octobre 2021 |                |                                              |                                |                    |                                             |                                 |                               |                      |                | Parties 4 et 5                  | Rondes 3 à 5                     | Rondes 4 et 5            |                 |              | Parties 1 et 2 |                |
| Lundi 1er novembre 2021  |                |                                              |                                |                    |                                             |                                 |                               |                      |                | Parties 6 et 7                  |                                  |                          |                 |              |                | Parties 1 et 2 |

## Championnat du monde Inter-Nations
Nouvelle épreuve des championnats du monde, elle attribue un titre de champion du monde inter-nations. Chaque pays sélectionne une équipe de 3 joueurs, ou éventuellement 2 équipes. Les nations s’affrontent dans des matchs où chaque joueur d’une équipe rencontre un autre joueur. Le match est gagné pour l’équipe ayant au moins 2 victoires sur 3. Les équipes sont reparties en deux groupes. Les cinq premières rondes sont consacrées à la phase de groupe, les deux premiers de chaque poule sont qualifiés pour les demi-finales.

## Championnat du monde classique
Ce championnat du monde classique est disputé en 17 rondes. A l’issue des 17 rondes, les deux premiers Éric Salvador Tchouyo et Amédée Assomo, tous deux camerounais se qualifient pour la finale en deux manches gagnantes. Elle est remportée par Éric Salvador Tchouyo.

## Championnat du monde par paires
Le championnat du monde par paires se dispute en quatre parties à l’issue desquelles les 20 meilleures paires ainsi que les 5 premières de chaque catégorie se qualifient pour la finale en 2 parties. La paire championne du monde est la paire française familiale Fabien Leroy et Francis Leroy.

## Championnat du monde en blitz
Le championnat du monde en blitz se dispute en 4 parties en une minute par coup. Deux parties ont lieu le mercredi 27 octobre 2021, les deux autres le lendemain. C’est le Français Antonin Michel qui finit champion du monde en blitz devant Samson Tessier et Mactar Sylla.

## Championnat du monde individuel
Le championnat du monde individuel est l’épreuve reine de ces championnats. Elle est ouverte uniquement aux joueurs sélectionnés avec leur équipe nationale. Cette épreuve ce dispute en sept parties. Le champion du monde 2021 est Romain Santi.